# Castelnau-de-Médoc

Castelnau-de-Médoc este o comună în departamentul Gironde din sud-vestul Franței. În 2009 avea o populație de 3.748 de locuitori.

## Evoluția populației
| An        | 1975  | 1982  | 1990  | 1999  | 2006  | 2009  |
| --------- | ----- | ----- | ----- | ----- | ----- | ----- |
| Populație | 2.148 | 2.621 | 2.773 | 3.165 | 3.697 | 3.748 |